# Моркоте
Моркоте (італ. Morcote) — місто  в Швейцарії в кантоні Тічино, округ Лугано.

## Географія
Місто розташоване на відстані близько 160 км на південний схід від Берна, 32 км на південь від Беллінцони.
Моркоте має площу 2,8 км², з яких на 16,2% дозволяється будівництво (житлове та будівництво доріг), 2,5% використовуються в сільськогосподарських цілях, 81,3% зайнято лісами, 0% не є продуктивними (річки, льодовики або гори).

## Демографія
2019 року в місті мешкало 715 осіб (-1% порівняно з 2010 роком), іноземців було 39,3%. Густота населення становила 256 осіб/км².
За віковим діапазоном населення розподілялося таким чином: 12% — особи молодші 20 років, 59,7% — особи у віці 20—64 років, 28,3% — особи у віці 65 років та старші. Було 397 помешкань (у середньому 1,8 особи в помешканні).
Із загальної кількості 218 працюючих 0 було зайнятих в первинному секторі, 32 — в обробній промисловості, 186 — в галузі послуг.